# Muro costeiro

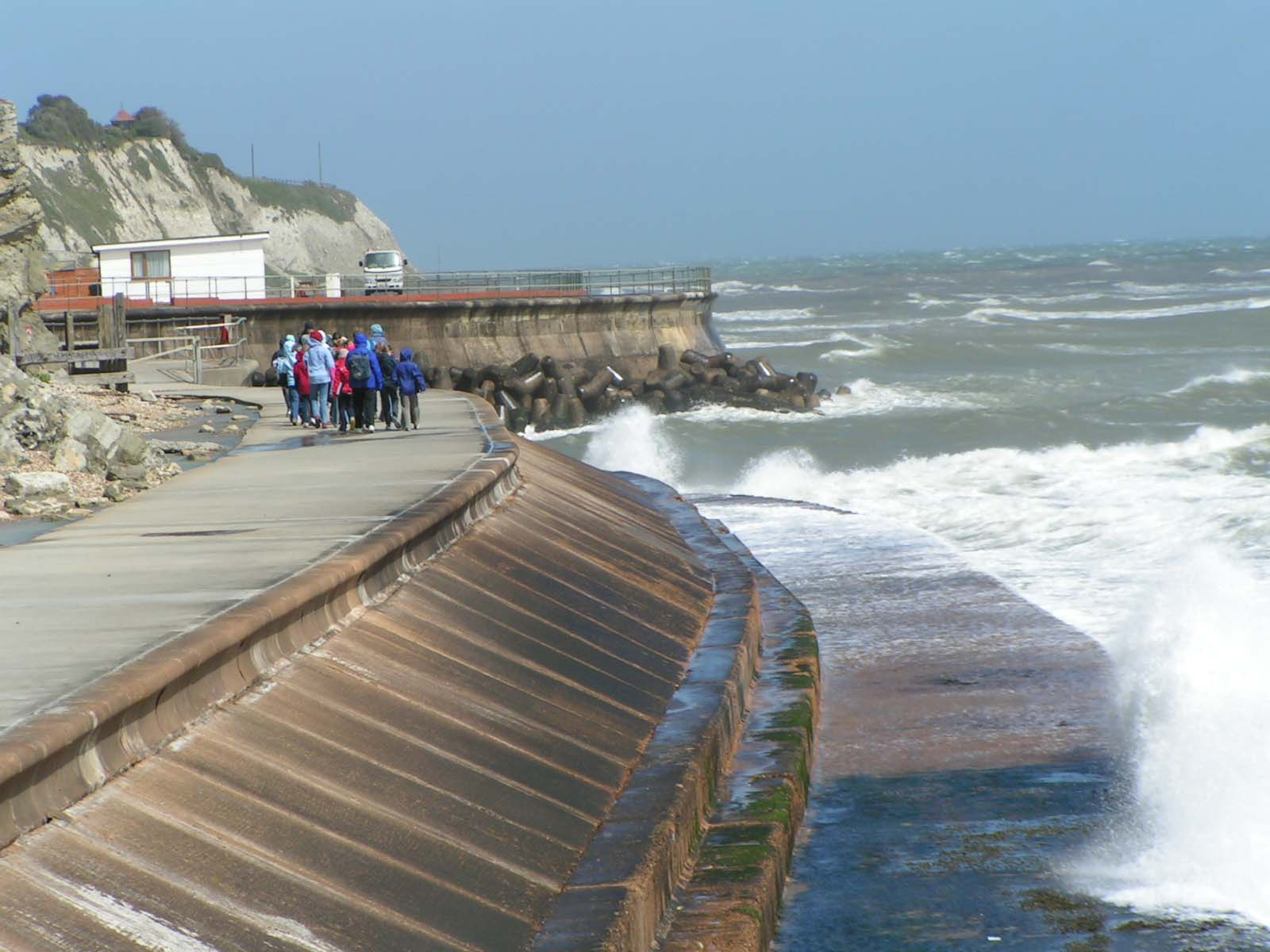
Um exemplo de um muro costeiro moderno em Ventnor, na Ilha de Wight, Inglaterra.

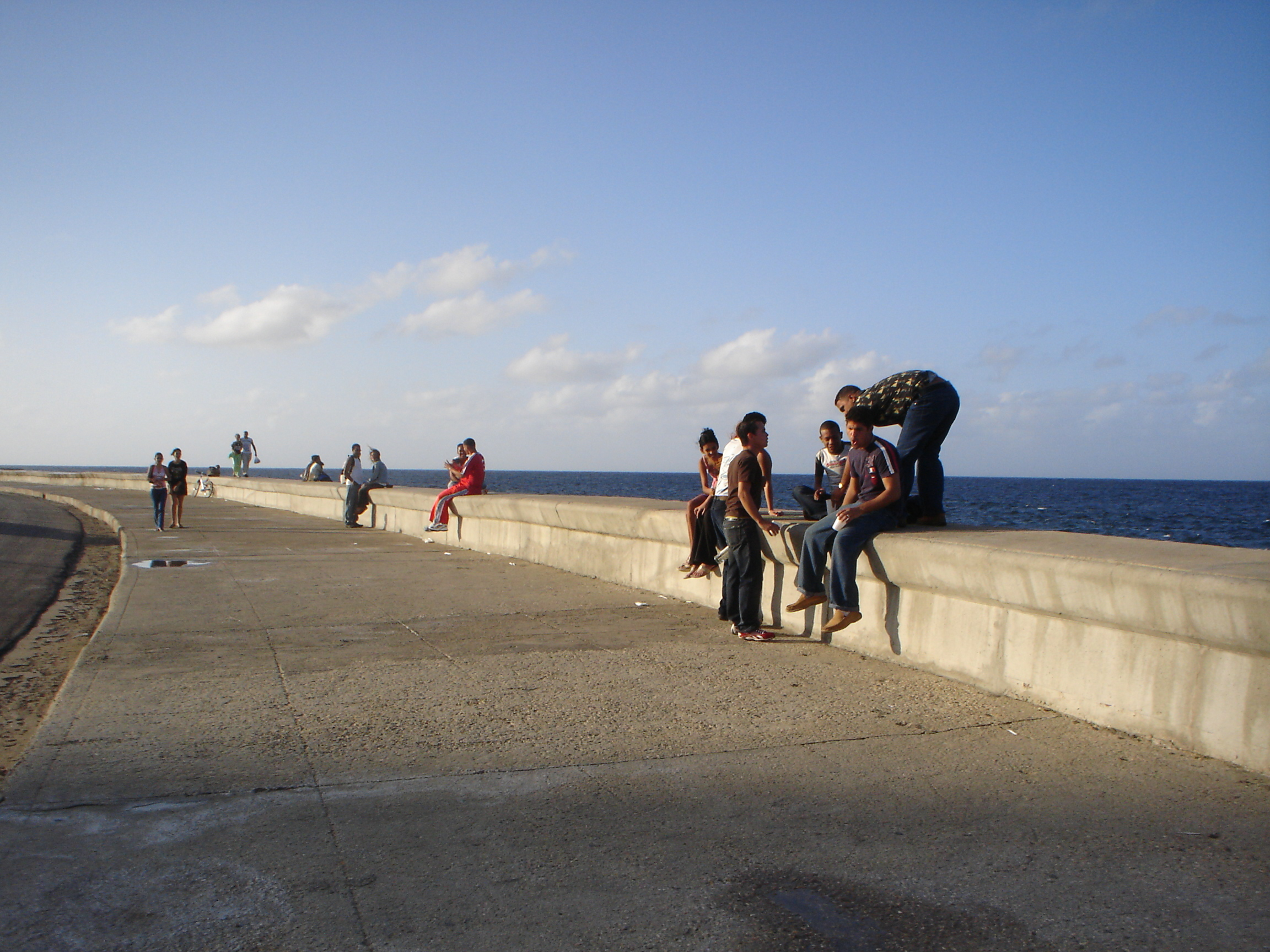
Pessoas socializando e caminhando no Malecón, Havana.

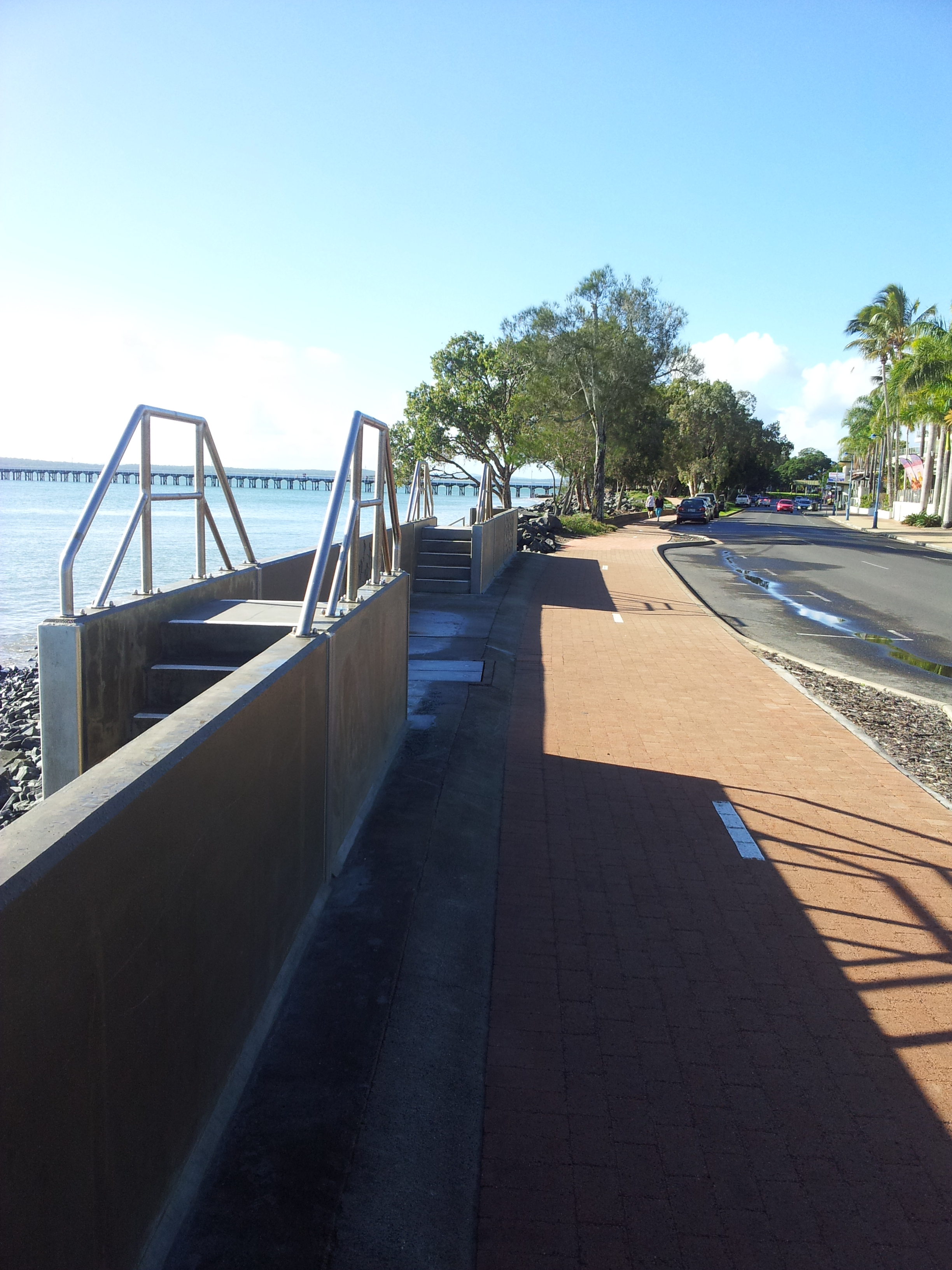
Muro costeiro em Urangan, Queensland

Um muro costeiro ou paredão é uma forma de defesa costeira construída onde o mar e os processos costeiros associados impactam diretamente as formas de relevo da costa. O objetivo de um muro costeiro é proteger áreas de habitação humana, conservação e atividades de lazer da ação de marés, ondas ou tsunamis. Como um muro costeiro é uma estrutura estática, ele entrará em conflito com a natureza dinâmica da costa e impedirá a troca de sedimentos entre a terra e o mar.
Os projetos de muros costeiros levam em consideração o clima local, a posição costeira, o regime de ondas (determinado pelas características das ondas e efetores) e o valor (características morfológicas) do relevo. Os quebra-mares são estruturas de engenharia costeira "hard" baseadas na costa que protegem a costa da erosão. Vários problemas ambientais podem surgir da construção de um paredão, incluindo a interrupção dos padrões de movimento e transporte de sedimentos.  Combinado com um alto custo de construção, isto levou ao uso crescente de outras opções de gestão costeira de engenharia costeira "soft", como o reforço de areia.
Os muros costeiros são construídos a partir de vários materiais, mais comumente betão armado, pedras, aço ou gabiões. Outros materiais de construção possíveis incluem vinil, madeira, alumínio, composto de fibra de vidro e sacos de areia biodegradáveis feitos de juta e coco.

## História e exemplos

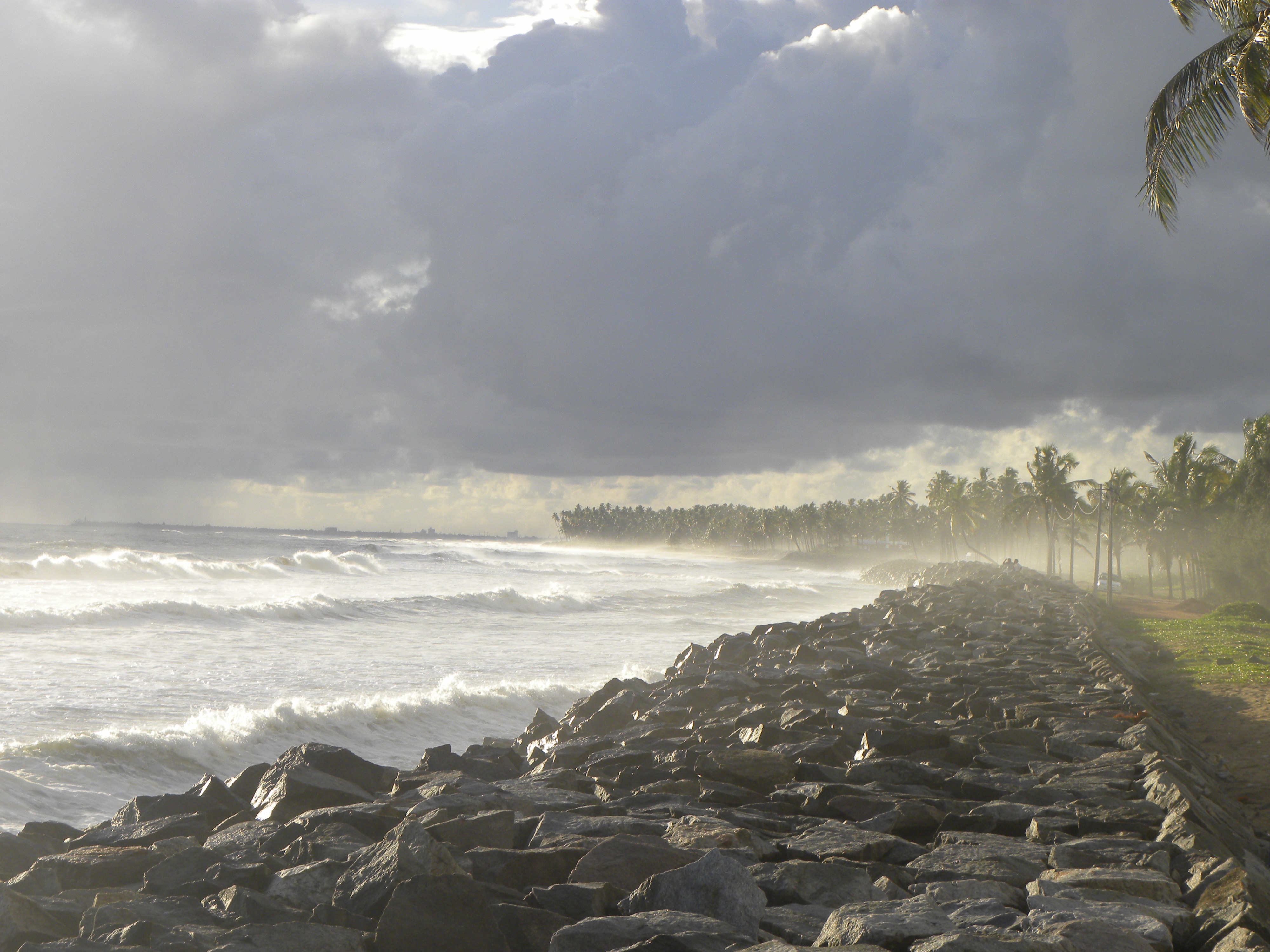
Um paredão feito de rochas em Paravur, perto da cidade de Kollam, na Índia.

A construção de paredões existe desde a antiguidade. No século I a.C., os romanos construíram um paredã ou quebra-mar em Cesareia Marítima, criando um porto artificial (Porto de Sebasto). A construção utilizou cimento pozolânico, que endurece em contacto com a água do mar. Barcaças foram construídas e preenchidas com o cimento. Elas foram flutuadas até a posição e afundadas. O porto/quebra-mar/paredão resultante ainda existe hoje – mais de 2.000 anos depois.

### Japão
Pelo menos 43 por cento dos 29.751 quilómetros do litoral do Japão é revestido por paredões de cimento ou outras estruturas projetadas para proteger o país contra ondas altas, tufões ou até mesmo tsunamis. Durante o terramoto e tsunami de Tōhoku em 2011, os paredões na maioria das áreas foram subjugados. Em Kamaishi, ondas de quatro metros superaram o paredão – o maior do mundo, erguido há alguns anos no porto da cidade a uma profundidade de 63 metros, um comprimento de 2 quilómetros e um custo de 1,5 mil milhões de dólares – e acabou por submergir o centro da cidade.
Os muros costeiros ao longo da costa japonesa também foram criticados por isolarem os povoados do mar, tornando as praias inutilizáveis, apresentando-se como algo desagradável à vista, perturbando a vida selvagem e sendo desnecessários.